# Commission des Affaires sociales (Assemblée nationale)
Pour les articles homonymes, voir Commission des affaires sociales.
Histoire
Cadre
Bureau
La commission des Affaires sociales est l'une des huit commissions permanentes de l'Assemblée nationale française, créée le 1er juillet 2009 par la scission de l'ex-commission des Affaires culturelles, familiales et sociales.
La commission des Affaires culturelles et de l'Éducation reprend les attributions restantes de l'ancienne commission.

## Organisation

### Compétences
Les compétences de la commission fixées par l'article 36, alinéa 10, du Règlement sont les suivantes : 
- Emploi et relations du travail ;
- Formation professionnelle ;
- Santé et solidarité ;
- Personnes âgées ;
- Personnes handicapées ;
- Famille ; protection sociale ;
- Lois de financement de la sécurité sociale et contrôle de leur application ;
- Insertion et égalité des chances.

### Composition du bureau

#### XIIIelégislature
Lors de la XIIIe législature, elle est présidée par Pierre Méhaignerie, avec pour vice-présidents Catherine Génisson, Pierre Morange, Bernard Perrut et Jean-Luc Préel.

#### XIVelégislature
Lors de la XIVe législature, elle est présidée par Catherine Lemorton (PS).

#### XVelégislature
Lors de la XVe législature, elle est présidée par Fadila Khattabi (LREM).
| Poste              | Titulaire | Titulaire                                       | Groupe | Circonscription      |
| ------------------ | --------- | ----------------------------------------------- | ------ | -------------------- |
| Présidente         |           | Brigitte Bourguignon (jusqu'au 22 juillet 2020) | REM    | Pas-de-Calais (6e)   |
| Présidente         |           | Fadila Khattabi (jusqu'au 20 juillet 2023)      | REM    | Côte d'Or (3e)       |
| Rapporteur général |           | Olivier Véran (jusqu'au 16 février 2020)        | REM    | Isère (1er)          |
| Rapporteur général |           | Thomas Mesnier (depuis le 16 février 2020)      | REM    | Charente (1er)       |
| Vice-présidents    |           | Julien Borowczyk                                | REM    | Loire (6e)           |
| Vice-présidents    |           | Jean-Pierre Door                                | LR     | Loiret (4e)          |
| Vice-présidents    |           | Bernard Perrut                                  | LR     | Rhône (9e)           |
| Secrétaires        |           | Cyrille Isaac-Sibille                           | MoDem  | Rhône (12e)          |
| Secrétaires        |           | Charlotte Lecocq                                | REM    | Nord (6e)            |
| Secrétaires        |           | Gilles Lurton                                   | LR     | Ille-et-Vilaine (7e) |
| Secrétaires        |           | Michèle Peyron                                  | REM    | Seine-et-Marne (9e)  |

#### XVIelégislature
| Poste                | Titulaire | Titulaire                                                   | Groupe | Circonscription         |
| -------------------- | --------- | ----------------------------------------------------------- | ------ | ----------------------- |
| Présidente           |           | Fadila Khattabi (jusqu'au 20 juillet 2023)                  | RE     | Côte d'Or (3e)          |
| Présidente           |           | Charlotte Parmentier-Lecocq (18 septembre 2023-9 juin 2024) | RE     | Nord (6e)               |
| Rapporteure générale |           | Stéphanie Rist                                              | RE     | Loiret (1re)            |
| Vice-présidents      |           | Paul Christophe                                             | HOR    | Nord (14e)              |
| Vice-présidents      |           | Josiane Corneloup                                           | LR     | Saône-et-Loire (2e)     |
| Vice-présidents      |           | Pierre Dharréville                                          | GDR    | Bouches-du-Rhône (13e)  |
| Vice-présidents      |           | Michèle Peyron                                              | RE     | Seine-et-Marne (9e)     |
| Secrétaires          |           | Thibault Bazin                                              | LR     | Meurthe-et-Moselle (4e) |
| Secrétaires          |           | Christophe Bentz                                            | RN     | Haute-Marne (1re)       |

#### XVIIelégislature
| Poste              | Titulaire | Titulaire                                    | Groupe  | Circonscription      |
| ------------------ | --------- | -------------------------------------------- | ------- | -------------------- |
| Président          |           | Paul Christophe (jusqu'au 26 septembre 2024) | HOR     | Nord (14e)           |
| Président          |           | Frédéric Valletoux (depuis le 9 octobre)     | HOR     | Seine-et-Marne (2e)  |
| Rapporteur général |           | Yannick Neuder                               | DR      | Isère (7e)           |
| Vice-présidents    |           | Hadrien Clouet                               | LFI-NFP | Haute-Garonne (1re)  |
| Vice-présidents    |           | Thomas Ménagé                                | RN      | Loiret (4e)          |
| Vice-présidents    |           | Nicolas Turquois                             | DEM     | Vienne (4e)          |
| Vice-présidents    |           | Annie Vidal                                  | EPR     | Seine-Maritime (2e)  |
| Secrétaires        |           | Paul-André Colombani                         | LIOT    | Corse-du-Sud (2e)    |
| Secrétaires        |           | Josiane Corneloup                            | DR      | Saône-et-Loire (2e)  |
| Secrétaires        |           | François Gernigon                            | HOR     | Maine-et-Loire (1re) |
| Secrétaires        |           | Sandrine Rousseau                            | ÉCO     | Paris (9e)           |